# Axel Breidahl
Axel Daniel Breidahl (født 30. januar 1876 i Randers, død 4. oktober 1948 i København) var en dansk skuespiller, manuskriptforfatter og instruktør, og derudover journalist, revy- og lystspilforfatter, visedigter, komponist, konferencier, kabaretkunstner og oversætter. Han begyndte sin aviskarriere i 1894 som medarbejder ved Jyllandsposten, 1895 ved Svendborg Avis og fra 1896–1941 ved Politiken, som i 1914 sendte ham ud som korrespondent under 1. verdenskrig.  Sideløbende med sit avisjob var han forfatter ved filmselskaber i Berlin fra 1911-14. Som forfatter af børnebøger kaldte han sig "onkel Axel". 
Axel Breidahl er begravet på Sundby Kirkegård.
Han skrev melodien til den kendte Sørens far, efter tekst skrevet af Louis Levy (forfatter) i 1910:
Sørens far har penge
og ko og kalv i vænge
 og hø og halm i lo.
 Lille far har ingen ko,
 //: og han har ingen penge. :// 

## Filmografi
- Bag de røde porte (1951) - Musik
- Den talende film (1923) - Medvirkende
- Potteplanten (1922) - Manus
- Den filmende Baron (1917) - Instruktion
- Den glade Løjtnant (1917) - Manus
- Den sjette Sans (1917) - Instruktion
- Der var en Gang (1916) - Instruktion
- Maison Fifi (1915) - Medvirkende
- Axel Breidahl paa Kostumebal (1914) - Medvirkende
- Vägen till mannens hjärta (1914) - Instruktion
- Fødselsdagsgaven (1914) - Instruktion
- Salomos dom (1914) - Instruktion
- Den gamle Majors Ungdomskærlighed (1913) - Instruktion
- Axel Breidahl morer sig (1913) - Instruktion
- Axel Breidahls Lotterigevinst (1913) - Instruktion
- Axel Breidahl som Hypnotisør (1913) - Instruktion
- Axel Breidahls Tvillinger (1913) - Instruktion
- Kærlighed gør blind (1913) - Instruktion
- Et Mandfolk til Auktion (1913) - Instruktion
- Hjältetenoren (1913) - Heinz Werner, sanger
- En frygtelig Fejltagelse (1912) - Manus
- Axel Breidahl køber en Bænk (1912) - Instruktion
- Cirkusluft (1912) - Manus
- Mac-Morton (1912) - Manus
- Slangen (1912) - Manus
- Herr Storms første Monocle (1911) - Medvirkende
- Blandt københavnske Apacher (1911) - Manus
- Venus (1911) - Manus
- Dockan (1911) - Medvirkende

## Eksterne Henvisninger
- Axel Breidahl på Internet Movie Database (engelsk)
- Axel Breidahl på Filmdatabasen
- Axel Breidahl på danskefilm.dk
- Axel Breidahl på danskfilmogtv.dk
- Axel Breidahl på The Movie Database (engelsk)
- Axel Breidahl på gravsted.dk